# Alles ist möglich
Alles ist möglich ist das 24. Studioalbum des deutschen Schlagersängers Roland Kaiser. Es wurde am 3. Juni 2011 von Gloriella Music veröffentlicht.

## Entstehung
Das Album wurde nur wenige Monate nach Kaisers Lungentransplantation 2010 im Juni 2011 veröffentlicht. Im Juli 2011 begann seine Comebacktournee. Auf dem Cover ist Roland Kaiser im Anzug mit einem blauen Schal auf dem Dach eines Hochhauses über einer Großstadt zu sehen. Das Album wurde von Jack White mit Peter Wagner-Rudolph produziert, der auch Executive Producer war. Es wurde von Stephan Gienger gemastert. Das Design stammt von Georg Babetzky, die Fotografien von Paul Schirnhofer. Die Aufnahmen fanden in den Studios Jack's Place, Hansa Tonstudios und Gloriella Musikstudio statt.

## Titelliste
1. Zwei Fremde
2. Friedensangebot (Lisa-Marie)
3. Sie weiß genau, was sie tut, wenn sie's tut
4. Leg' Dich zu mir und lass' uns reden
5. Du Wunderbare
6. Zurück für die Zukunft
7. Alles ist möglich
8. Ich hab' genug
9. Tränen gab es genug
10. Ein Wunder, dass Du immer noch bei mir bist
11. Hast Du Lust auf mehr
12. Lange Schatten (2011)
13. Berlin am Abend
14. Hit Mix 2011

## Charts und Chartplatzierungen
| ChartsChartplatzierungen | Höchstplatzierung | Wochen |
| ------------------------ | ----------------- | ------ |
| Deutschland (GfK)        | 16 (12 Wo.)       | 12     |